# Campionato Sammarinese (1986/1987)
W sezonie 1986/1987 rozegrano 2. edycję najwyższej klasy rozgrywkowej piłki nożnej w San Marino – Campionato Sammarinese. W sezonie brało udział 9 zespołów. Tytułu nie obroniła drużyna SC Faetano. Nowym mistrzem San Marino został zespół SP La Fiorita.

## Wyniki sezonu
|   | Klub            | M  | Z | R | P  | Br+ | Br- | Pkt | Uwagi            |
| 1 | SC Faetano      | 16 | 9 | 6 | 1  | 33  | 12  | 24  | Turniej finałowy |
| 2 | SS Montevito    | 16 | 8 | 5 | 3  | 35  | 19  | 21  | Turniej finałowy |
| 3 | SP La Fiorita   | 16 | 7 | 6 | 3  | 21  | 12  | 20  | Turniej finałowy |
| 4 | GS Dogana       | 16 | 6 | 7 | 3  | 27  | 19  | 19  | Turniej finałowy |
| 5 | SS Murata       | 16 | 5 | 6 | 5  | 23  | 24  | 16  |                  |
| 6 | AC Libertas     | 16 | 3 | 8 | 5  | 20  | 24  | 14  |                  |
| 7 | SP Cailungo     | 16 | 3 | 5 | 8  | 17  | 28  | 11  |                  |
| 8 | SS San Giovanni | 16 | 3 | 5 | 8  | 16  | 24  | 11  | Spadek           |
| 9 | SP Tre Penne    | 16 | 2 | 4 | 10 | 19  | 47  | 7   | Spadek           |

## Turniej finałowy

### Półfinały
- SC Faetano 2-0 GS Dogana
- SP La Fiorita 0-0 (5-4) SS Montevito

### Finał
- SP La Fiorita 2-0 SC Faetano